# WTA Finals 2023 – ženská čtyřhra
Ženská čtyřhra WTA Finals 2023 probíhala v první polovině listopadu 2023 jako závěrečný turnaj ženské profesionální sezóny. Do deblové soutěže Turnaje mistryň, premiérově hrané v mexickém Cancúnu, nastoupilo osm nejvýše postavených dvojic na žebříčku Race to the WTA Finals, počítaného od začátku kalendářní sezóny. Obhájkyně titulu Veronika Kuděrmetovová s Elise Mertensovou nestartovaly společně, když se Kuděrmetovová na turnaj nekvalifikovala. Spoluhráčkou Mertensové se stala Storm Hunterová, s níž vyhrála skupinu a pár vypadl v semifinále. 
Rozlosování deblové soutěže proběhlo 28. října 2023. Skupiny získaly pojmenování po oblasti Maya Ka’an při karibském pobřeží a obci Mahahual, lokalitách ležících ve státě Quintana Roo na Yucatánu, kde se turnaj odehrával. Na závěrečné události sezóny debutovaly Storm Hunterová, Laura Siegemundová, Erin Routliffeová a Ellen Perezová.
Úřadující jedničky Coco Gauffová s Jessicou Pegulaovou, dále pak Storm Hunterová, Gabriela Dabrowská, Kateřina Siniaková, Laura Siegemundová a Šúko Aojamová vstoupily do turnaje jako soupeřky o post konečné světové jedničky na deblovém žebříčku WTA. Dabrowská, Siniaková, Siegemundová a Aojamová ztratily možnost posunu do čela v průběhu základních skupin. S vyřazením Gauffové a Pegulaové ve skupině se novou světovou jedničkou stala 29letá Australanka Storm Hunterová. Zároveň si tím zajistila pozici konečné jedničky jako druhá Australanka po Sam Stosurové ze sezóny 2006. Na vrchol klasifikace se posunula jako třetí australská deblistka po Rennae Stubbsové a Stosurové.
Členky náhradních párů, Fernandezová s Townsendovou a Sie s Wangovou, do Cancúnu nepřicestovaly. Organizátoři tak oslovili přítomnou Miriam Kolodziejovou na dovolené, která byla na místě součástí týmu kamarádky a oddílové partnerky Vondroušové, aby Češky plnily roli náhradního páru.
Deblovou soutěž poprvé vyhrály Věra Zvonarevová s Laurou Siegemundovou, která se stala vůbec první německou šampionkou deblové části Turnaje mistryň. 

## První titul pro Siegemundovou se Zvonarevovou
Vítězkami se staly šesté nasazené, Němka Laura Siegemundová s Věrou Zvonarevovou, které ve finále zdolaly americko-australské turnajové osmičky Nicole Melicharovou-Martinezovou s Ellen Perezovou po dvousetovém průběhu 6–4 a 6–4. Získaly sedmou společnou trofej a první z Turnaje mistryň. Výkonnostní vzestup prožily ve druhé polovině probíhající sezóny, v níž ovládly Washington Open, Ningbo Open a říjnový Jiangxi Open, který musely vyhrát, aby se kvalifikovaly na Turnaj mistryň. Navíc si zahrály i finále US Open.
39letá Zvonarevová na okruhu WTA Tour vybojovala šestnáctý deblový titul. Pro 35letou Siegemundovou to bylo čtrnácté takové turnajové vítězství. Němka se po skončení poprvé posunula do elitní světové pětky žebříčku čtyřhry, jíž uzavírala. Stala se tak vůbec první německou vítězkou deblového Turnaje mistryň, když vylepšila pět finálových účastí krajanky Claudie Kohdeové-Kilschové a jednu Evy Pfaffové z 80. let dvacátého století. Šampionky věkem představovaly dvě ze tří nejstarších účastnic Turnaje mistryň 2023 včetně dvouhry (pouze Aojamová byla o 3 měsíce starší než Siegemundová). Zatímco Němka na závěrečné události roku debutovala, Zvonarevová hrála čtyřhru již v roce 2005 a pětkrát zasáhla i do dvouhry.
Melicharová-Martinezová s Perezovovou prohrály v sezoně 2023 i páté finále a zůstaly v ní bez titulu.

## Nasazení párů
1. Coco Gauffová /  Jessica Pegulaová (základní skupina, 375 bodů, 90 000 USD/pár)
2. Storm Hunterová /  Elise Mertensová (semifinále, 750 bodů, 207 000 USD/pár)
3. Šúko Aojamová /  Ena Šibaharaová (základní skupina, 500 bodů, 126 000 USD/pár)
4. Barbora Krejčíková /  Kateřina Siniaková (základní skupina, 500 bodů, 126 000 USD/pár)
5. Desirae Krawczyková /  Demi Schuursová (základní skupina, 375 bodů, 90 000 USD/pár)
6. Laura Siegemundová /  [p 1]Věra Zvonarevová (vítězky, 1 375 bodů, 621 000 USD/pár)
7. Gabriela Dabrowská /  Erin Routliffeová (semifinále, 750 bodů, 207 000 USD/pár)
8. Nicole Melicharová-Martinezová /  Ellen Perezová (finále, 955 bodů, 315 000 USD/pár)

## Náhradnice
1. Miriam Kolodziejová  /  Markéta Vondroušová (nenastoupily)

## Soutěž
| Legenda                                                       |                                                                        |                                                   |
| - Q – kvalifikant - WC – divoká karta - LL – šťastný poražený | - Alt – náhradník - SE – zvláštní výjimka - PR/SR – žebříčková ochrana | - w/o – bez boje - r – skreč - d – diskvalifikace |

### Finálová fáze
|  | Semifinále | Semifinále                                 | Semifinále                          | Semifinále | Semifinále |                                     |   | Finále                                     | Finále | Finále | Finále | Finále |
|  |            |                                            |                                     |            |            |                                     |   |                                            |        |        |        |        |
|  | 7          | Gabriela Dabrowská Erin Routliffeová       | 1                                   | 7          | [6]        |                                     |   |                                            |        |        |        |        |
|  | 8          | Nicole Melichar-Martinezová Ellen Perezová | 6                                   | 61         | [10]       |                                     |   |                                            |        |        |        |        |
|  | 8          | Nicole Melichar-Martinezová Ellen Perezová | 6                                   | 61         | [10]       |                                     | 8 | Nicole Melichar-Martinezová Ellen Perezová | 4      | 4      |        |        |
|  |            |                                            |                                     |            |            |                                     | 8 | Nicole Melichar-Martinezová Ellen Perezová | 4      | 4      |        |        |
|  |            | 6                                          | Laura Siegemundová Věra Zvonarevová | 6          | 6          |                                     |   |                                            |        |        |        |        |
|  | 6          | 6                                          | Laura Siegemundová Věra Zvonarevová | 6          | 6          | Laura Siegemundová Věra Zvonarevová | 3 | 6                                          | [10]   |        |        |        |
|  | 6          |                                            |                                     |            |            | Laura Siegemundová Věra Zvonarevová | 3 | 6                                          | [10]   |        |        |        |
|  | 2          | Storm Hunterová Elise Mertensová           | 6                                   | 3          | [5]        |                                     |   |                                            |        |        |        |        |

### Skupina Mahahual
|   |                                       | Gauffová Pegulaová | Krejčíková Siniaková  | Siegemund Zvonarevová | Dabrowská Routliffeová | Zápasy | Sety        | Hry          | Pořadí |
| 1 | Coco Gauffová Jessica Pegulaová       |                    | 6–3, 5–7, [6–10]      | 6–3, 4–6, [8–10]      | 6–7(2–7), 3–6          | 0–3    | 2–6 (25 %)  | 30–34 (47 %) | 4.     |
| 4 | Barbora Krejčíková Kateřina Siniaková | 3–6, 7–5, [10–6]   |                       | 3–6, 7–6(8–6), [5–10] | 4–6, 5–7               | 1–2    | 3–5 (38 %)  | 30–37 (45 %) | 3.     |
| 6 | Laura Siegemundová Věra Zvonarevová   | 3–6, 6–4, [10–8]   | 6–3, 6–7(6–8), [10–5] |                       | 4–6, 2–6               | 2–1    | 4–4 (50 %)  | 29–32 (48 %) | 2.     |
| 7 | Gabriela Dabrowská Erin Routliffeová  | 7–6(7–2), 6–3      | 6–4, 7–5              | 6–4, 6–22             |                        | 3–0    | 6–0 (100 %) | 38–24 (61 %) | 1.     |

### Skupina Maya Ka'an
|   |                                            | Hunterová Mertensová | Aojamová Šibaharaová | Krawczyková Schuursová | Melichar-Martinezová Perezová | Zápasy | Sety        | Hry          | Pořadí |
| 2 | Storm Hunterová Elise Mertensová           |                      | 6–4, 6–2             | 6–2, 6–3               | 7–5, 6–4                      | 3–0    | 6–0 (100 %) | 37–20 (65 %) | 1.     |
| 3 | Šúko Aojamová Ena Šibaharaová              | 4–6, 2–6             |                      | 7–5, 6–2               | 6–4, 2–6, [6–10]              | 1–2    | 3–4 (43 %)  | 27–30 (47 %) | 3.     |
| 5 | Desirae Krawczyková Demi Schuursová        | 2–6, 3–6             | 5–7, 2–6             |                        | 2–6, 5–7                      | 0–3    | 0–6 (0 %)   | 19–38 (33 %) | 4.     |
| 8 | Nicole Melichar-Martinezová Ellen Perezová | 5–7, 4–6             | 4–6, 6–2, [10–6]     | 6–2, 7–5               |                               | 2–1    | 4–3 (57 %)  | 33–28 (54 %) | 2.     |